# Bowls na Igrzyskach Imperium Brytyjskiego 1938
Mecze Bowls rozegrane podczas III Igrzysk Imperium Brytyjskiego w 1938 roku obejmowały trzy konkurencje męskie: mecze singlowe, par i czwórek.

## Rezultaty
| Konkurencja |                                                                     |                                                                                    |                                                                 |
| ----------- | ------------------------------------------------------------------- | ---------------------------------------------------------------------------------- | --------------------------------------------------------------- |
| Single      | Horace Harvey                                                       | Frank Livingstone                                                                  | Jack Low                                                        |
| Pary        | Walter Denison / Lance Macey                                        | Percy Hutton / Howard Mildren                                                      | D.A. Adamson / J.R. Appleford                                   |
| Czwórki     | Nowa Zelandia Alec Robertson Ernie Jury Bill Bremner Bill Whittaker | Związek Południowej Afryki F. Stevenson J. G. Donaldson Norman Walker T. H. Samson | Australia Aub Murray Charlie H. McNeill Frank Murray Tom Kinder |

## Tabela medalowa
| Poz. | Państwo           |   |   |   | Łącznie |
| 1    | Nowa Zelandia     | 2 | 1 | - | 3       |
| 2    | Południowa Afryka | 1 | 1 | 1 | 3       |
| 3    | Australia         | - | 2 | 1 | 3       |